# ماريا ريبينج
أوغستا ماريا أورورا ني دو فيلدر ريبينج (بالسويدية: Maria Ribbing)‏ (من مواليد 1842– وتُوفيت 1910) هي مُدرِسة سويدية وناشطة في مجال العمل الخيري . بالإضافة إلى مساهماتها في مجال التدريس، قدمت ماريا التمويل للدعم الاجتماعي، بما في ذلك أول منزل للشعوب القديمة في السويد والذي افتتح في عام 1915.

## سيرتها الذاتية
وُلدت ريبينج في ستوكهولم في 8 يونيو 1842، وهي ابنة مدرس اللغة لويس دي فيلدر وزوجته ماريا كريستينا أهلبرغ. عندما كانت ماريا في السابعة عشرة من عمرها، شرعت في أخذ دورة تدريبية للمدرسين في ستوكهولم. بدأت ماريا مهنة التدريس بعد تخرجها في المدرسة العادية للفتيات حتى عام 1871 عندما تزوجت من الطبيب سيفد ريبينغ. بعد رحلة دراسية لمدة سنة حول أوروبا، استقر الزوجان في سيمريسهامن في جنوب السويد ولكنهم انتقلوا بعد ذلك إلى لوند. رحّب الزوجان بالناس من جميع مناحي الحياة في منزلهم الواسع المعروف باسم سبوليتورب. دائمًا اهتم الزوجان ريبينج بوجود ما يكفي من الطعام الجاهز، حتى للأطفال والمحتاجين الذين جاءوا إلى منزلهم.
كرست ريبينج الكثير من وقتها لإنشاء مؤسسات خيرية في لوند للمحتاجين؛ حيث تمكنت من خلال جمع الأموال عن طريق اليانصيب والتبرعات من إنشاء منزل للمرضى الذين لا حول لهم ولا قوة في عام 1915. وبعد وفاة زوجها في عام 1921، عُرف ذلك المنزل باسم مستشفى ريبينج. كانت ريبينج عضوة نشطة في العديد من الجمعيات التربوية والخيرية، ولا سيما تلك المعنية بمساعدة الفقراء.يرج الفضل إلى ريبينج في إنشاء كنيسة سويدية في كوبنهاغن كوسيلة لمساعدة السويديين في الدنمارك.
أصبحت ماريا ريبينج شخصية ذات شعبية كبيرة في لوند والمناطق المحيطة بها. وعند وفاتها في 14 أكتوبر 1910، حضر المئات جنازتها.
أنجبت ماريا أربعة أطفال.